# Bosque del Alto Palatinado

Český les en la República Checa.

Cesky Les (en checo, Český les o "bosque de Bohemia"; en alemán, Oberpfälzer Wald o "bosque del Alto Palatinado") es una cordillera en Europa que se divide entre Alemania y la República Checa. El lado alemán de la cordillera está en la región del Alto Palatinado de Baviera y limita con el Bosque bávaro. Los picos más altos de la cordillera quedan en el lado checo. La cordillera es una sólida masa montañosa, estando su punto más alto en una altitud de 1.042 m s. n. m. La región presenta muchas rutas de senderismo y es popular para el ocio.

## Puntos más altos
| Nombre alemán                | Nombre checo | Altura (m) | Estado/Región | País            |
| ---------------------------- | ------------ | ---------- | ------------- | --------------- |
| Schwarzkopf                  | Čerchov      | 1.042 m    | Plzeň         | República Checa |
| Tillenberg                   | Dyleň        | 939 m      | Karlovy Vary  | República Checa |
| Entenbühl                    |              | 901 m      | Baviera       | Alemania        |
| Weingartenfels               |              | 896 m      | Baviera       | Alemania        |
| Signalberg                   |              | 888 m      | Baviera       | Alemania        |
| Reichenstein                 |              | 874 m      | Baviera       | Alemania        |
| Frauenstein                  |              | 835 m      | Baviera       | Alemania        |
| Schellenberg                 |              | 829 m      | Baviera       | Alemania        |
| Stückstein                   |              | 808 m      | Baviera       | Alemania        |
| Steinberg                    |              | 802 m      | Baviera       | Alemania        |
| Fahrenberg                   |              | 801 m      | Baviera       | Alemania        |
| Schwarzwihrberg / Schloßberg |              | 706 m      | Baviera       | Alemania        |
| Johannisberg                 |              | 605 m      | Baviera       | Alemania        |

Entre las ciudades del lado alemán se encuentran Amberg, Flossenbürg, Leuchtenberg y Mantel.